# Macedônio I de Constantinopla
Macedônio (m. após 360) foi um Patriarca de Constantinopla de 342 até 346 e, novamente, de 351 até 360 Ele inspirou o estabelecimento dos macedonianos, uma seita posteriormente declarada herética.

## História
Após a morte do Patriarca Alexandre em 336, seus seguidores ortodoxos seguiram Paulo I, enquanto que os arianos se juntaram à Macedônio. O primeiro foi ordenado bispo, mas não conseguiu se manter no trono por muito tempo. O imperador semi-ariano Constâncio II (r. 337–361) veio à Constantinopla, convocou um sínodo de bispos arianos, baniu Paulo I e, para a decepção de Macedônio, levou Eusébio de Nicomédia ao trono da sé episcopal. Acredita-se que isto tenha ocorrido em 338
A morte de Eusébio em 341 reiniciou as hostilidades entre os partidários de Paulo e os de Macedônio. Paulo retornou e foi levado à Igreja de Irene em Constantinopla. Os bispos arianos imediatamente ordenaram Macedônio na Igreja de São Paulo. O tumulto se tornou tão violento que Constâncio enviou seu general, Hermógenes, para expulsar novamente Paulo. Seus soldados encontraram feroz resistência e o general acabou morto, com o corpo sendo arrastado pela cidade.
Constâncio deixou Antioquia e puniu Constantinopla retirando do povo metade de sua ração diária de cereais. Paulo foi expulso e Macedônio foi acusado por seu papel nos distúrbios e por ter se deixado ordenar sem a sanção imperial, ainda que, no final, o resultado tenha sido uma vitória dos arianos. Macedônio foi autorizado a permanecer na igreja na qual foi ordenado, enquanto Paulo foi a Roma onde, juntamente com Atanásio de Alexandria e outros bispos que foram expulsos de suas sés, foram enviados de volta para casa pelo Papa Júlio I portando cartas que refutavam os que os tinham expulsado. Filipe, o prefeito, executou rapidamente as ordens do imperador e levou Paulo para o exílio na Tessalônica e restaurou novamente Macedônio, mas não sem mais derramamento de sangue
Macedônio permaneceu na sé de Constantinopla por seis anos, enquanto cartas e delegados, o papa e os imperadores, sínodos e contra-sínodos, estavam debatendo e disputando o tratamento de Paulo e Atanásio. Em 349, a guerra alternativa oferecida por Constante I (r. 337–350), imperador do ocidente, induziu Constâncio a restabelecer Paulo, forçando Macedônio a se retirar para um igreja privada. O assassinato de Constante em 350 colocou todo o oriente sob o controle de Constâncio e Paulo foi novamente exilado. Éditos imperiais se seguiram, permitindo aos arianos se tornarem a facção dominante na igreja.
Acredita-se que Macedônio tenha comemorado seu retorno ao poder com atos que, se reais como reportados, o marcariam como vingativo e cruel. Os novacianos foram mais aterrorizados que os ortodoxos e alguns deles foram levados a uma resistência desesperada: os de Constantinopla removendo os materiais de sua igreja para um subúrbio distante da cidade; os de Mantínio (Mantinium), na Paflagônia, ousando enfrentar os soldados imperiais que foram enviados para expulsá-los de suas casas. "Os atos de Macedônio", diz Sócrates Escolástico (II.38), "em nome da Cristandade, consistiram de assassinatos, batalhas, prisões e guerras civis".
Um ato presunçoso finalmente o fez perder a preferência imperial em 358. O sepulcro contendo o corpo de Constantino II estava caindo aos pedaços e Macedônio deu ordens de que ele fosse removido. A questão então se tornou partidária. Os ortodoxos acusaram de sacrilégio "a exumação de um partidário da fé nicena", os macedonianos alegando necessidade de reparos estruturais. Quando os restos foram levados até a igreja de Acácio, o Mártir, a população excitada se reuniu na igreja e no pátio, onde logo se seguiu uma carnificina que cobriu de sangue e corpos o solo sagrado. A raiva de Constâncio foi enorme e dirigida à Macedônio, principalmente por causa das mortes, mas também por ele ter removido o corpo sem constultá-lo.
Quando Macedônio se apresentou para o Concílio de Selêucia em 359, foi considerado impróprio que ele lá permanecesse enquanto estava sob acusação. Seus oponentes, Acácio, Eudóxio e outros, o seguiram até Constantinopla e, aproveitando da indignação do imperador, depuseram Macedônio em 360, sob acusações de crueldade e de irregularidades canônicas. Macedônio se retirou para o subúrbio da cidade e ali morreu.

## Crença
Acredita-se que ele tenha elaborado os pontos de vista com os quais seu nome foi conectado após sua aposentadoria. Sua doutrina foi abraçada por Elêusio de Cízico, enquanto que Maratônio dedicou tamanho zelo à causa que seus seguidores são conhecidos como "maratonianos". Seus modos graves e sua postura ascética, sua eloquência agradável e persuasiva garantiram muitos seguidores em Constantinopla, na Trácia, Bitínia e nas províncias helespontinas. Sob o imperador Juliano, o Apóstata, eles estavam fortes o suficiente para declarar em um sínodo em Zele, no Ponto, a sua separação tanto dos arianos quanto dos ortodoxos. Em 374, o Papa Dâmaso I os condenou, assim como em 381, o Primeiro Concílio de Constantinopla, o que provocou um declínio gradual até que eles deixaram de existir como uma seita separada.